# サント・ステーファノ・アル・マーレ
サント・ステーファノ・アル・マーレ(伊: Santo Stefano al Mare)は、イタリア共和国リグーリア州インペリア県にある、人口約2,100人の基礎自治体（コムーネ）。

## 地理

### 位置・広がり

#### 隣接コムーネ
隣接するコムーネは以下の通り。
- チプレッサ
- ポンペイアーナ
- リーヴァ・リーグレ
- テルツォーリオ

### 地震分類
イタリアの地震リスク階級 (it) では、2 に分類される
。